# Femmina (Marcella Bella)
Tradire è un attimo, 
E indietro non si vola 
Alza gli occhi e guardami, 
Ne ho bisogno aiutami, 
Abbracciami, perdonami 
Sono la tua femmina 
Sono stata, sono ancora, 
Lo sarò la tua donna, 
La tua vita, finché vita avrò...»
(Femmina)
Femmina è un album di Marcella Bella del 1977.

## Il disco
Il disco è uscito nell'autunno del 1977, l'LP è accompagnato dall'uscita del 45 giri Non m'importa più, con cui Marcella segue ancora la lunga onda della disco music. 
Oltre al brano d'apertura Andare, in cui interviene Gianni Bella, vi sono altre due partecipazioni vocali di Umberto Tozzi, cantautore all'epoca emergente del brano Se tu mi aiuterai (già inciso da quest'ultimo nel suo secondo album È nell'aria... ti amo dello stesso anno), anch'egli prodotto da Ivo Callegari e appartenente alla scuderia CGD: i brani in questione sono Pane caldo e il successo Abbracciati, già uscito come singolo nel dicembre del 1976 e presentato da Marcella al Festival di Sanremo 1977 in qualità di ospite. La stessa Abbracciati comprende anche un fortunato adattamento in spagnolo (El ultimo abrazo).

## Tracce
1. Andare con Gianni Bella (Giancarlo Bigazzi-Gianni Bella)
2. Pane caldo (Giancarlo Bigazzi-Gianni Bella)
3. Femmina (Giancarlo Bigazzi-Gianni Bella)
4. Non m'importa più (Giancarlo Bigazzi-Gianni Bella)
5. Se tu mi aiuterai (Giancarlo Bigazzi-Umberto Tozzi)
6. Treno locale (Vasseur-Vito Pallavicini - Gianluigi Guarnieri)
7. You and me (Toto Cutugno-Vasseur - Vito Pallavicini - Guarnieri)
8. Abbracciati (Giancarlo Bigazzi-Gianni Bella)

## Formazione
- Marcella Bella – voce
- Alberto Radius – chitarra elettrica
- Vince Tempera – pianoforte
- Gigi Cappellotto – basso
- Andy Surdi – batteria
- Massimo Luca – chitarra elettrica
- Oscar Rocchi – pianoforte
- Ernesto Massimo Verardi – chitarra acustica
- Julius Farmer – basso
- Mario Lavezzi – chitarra elettrica
- Tullio De Piscopo – batteria
- Sergio Farina – chitarra acustica
- Paola Orlandi, Lalla Francia, Mario Balducci, Eloisa Francia, Marco Ferradini – cori